# Hånd
Hånden (manus, femininum: manus dextra = højre hånd) sidder for enden af underarmen (antebrachium) og gør at mennesket er i stand til at gribe. Hånden består af 27 knogler og opdeles i håndroden (carpus), mellemhånden (metacarpus) og fingrene (digiti sg. digitus (manus)), der for tommelfingerens vedkommende består af 2, de andre fingre af 3 knogler (phalanx/phalanges). Udover de nævnte knogler findes et væld af strukturer som nerver, arterier, vener (mestensdels i plekser), muskler, ledbånd osv. Desuden har næsten alle antebrachiets muskler indvirkning på hånden, enten på håndleddet eller helt ud i fingrene. Mennesket har almindeligvis to hænder og fem fingre på hver hånd. Det der gør menneskets hånd speciel er tommelfingerens oppositionsbevægelse, en bevægelse hvor tommelen kan føres ind mod de øvrige fingre. Ingen af de øvrige fingre kan erstatte tommelen.
Hånden kan udføre et uoverskueligt antal aktiviteter, der alle er variationer af det kraftige greb eller præcisionsgrebet.

## Billedgalleri
- "Hånd" (Heikenwaelder Hugo)
- Menneskehånd, set fra håndfladen.
- 3D-model af digitaliseret hånd.